# Сакары
Сакары — этнографическая группа в составе туркмен, в прошлом — туркменское племя.

## История
В сведениях о сакарах, собранных Юсупом Егенмурадовым в Саятском и Чарджоуском районах в 1931 году, говорится, что старшим подразделением является род Мерье. Это объясняется тем, что когда племя сакар переселилось из Мангышлака в Чарджоуский район на Амударье, начались внутренние конфликты с племенем Баят. В это время предводителем племени сакар стал Курбан Язбек из рода Мерье, который жил в кишлаке Улы-Арык. Когда хивинский хан Медамин (Мухаммед-Эмин) прибыл в Чарджоу, он начал переговоры о переселении племени сакар в Хиву, и Курбан Язбек представлял интересы племени на этих переговорах.
До 1931 года сохранились такие подразделения племени сакар, как Мерье, Ызан, Кара-Махмуд и Ходжа-Инебек (Сиядаг-Сакар). В колене Мерье известны мелкие подразделения: Алтын, Хазарек, Курт, Петте-Арык, Яиджи и Улы-Арык.
По словам Бекмарада Танрыбердиева, сакары прибыли в Чарджоу около 150 лет назад. Спустя 12 лет после переселения, сакары вступили в конфликт с племенем Баят, что привело к продолжительной войне. В конце концов, сакары одержали победу, разграбив имущество и скот баятов. В этой войне отличились хан Гельды Батыр из колена Кызан, Маят Курбан-Сердар, Курбан из подразделения Артык-Шакир, Комек-Сердар и Нурмяты Ших.
Сакары считали племя салыр своими родственниками, однако после переселения в Чарджоуский район они были тесно связаны с текинцами, которые оказали им помощь. Поэтому сакары также считали текинцев родственным племенем. Исторически наиболее близким к сакарам племенем было племя огурджик.
От названия племени происходит название города в Лебапском велаяте.

## Быт
В быте женщин и их говоре есть сходство с племенем салыр. Но, так как племя уже давно проживает в Чарджоуском округе, территория которого долгое время находилось в составе Бухарского эмирата, в одежде племени чувствуется узбекское влияние, в частности, платья носят из ситца в узбекских тонах. В говоре же значительно сохранились особенности салырского шиве: «этдур», «койдур» и других.